# Ordre de Saint-Olaf
L’ordre royal norvégien de Saint-Olaf (en norvégien : Den Kongelige Norske St. Olavs Orden) est le plus élevé des ordres de chevalerie norvégiens. Institué par le roi Oscar Ier le 21 août 1847, il porte le nom du roi Olaf II (Saint Olaf), saint patron de la Norvège. 

## Histoire

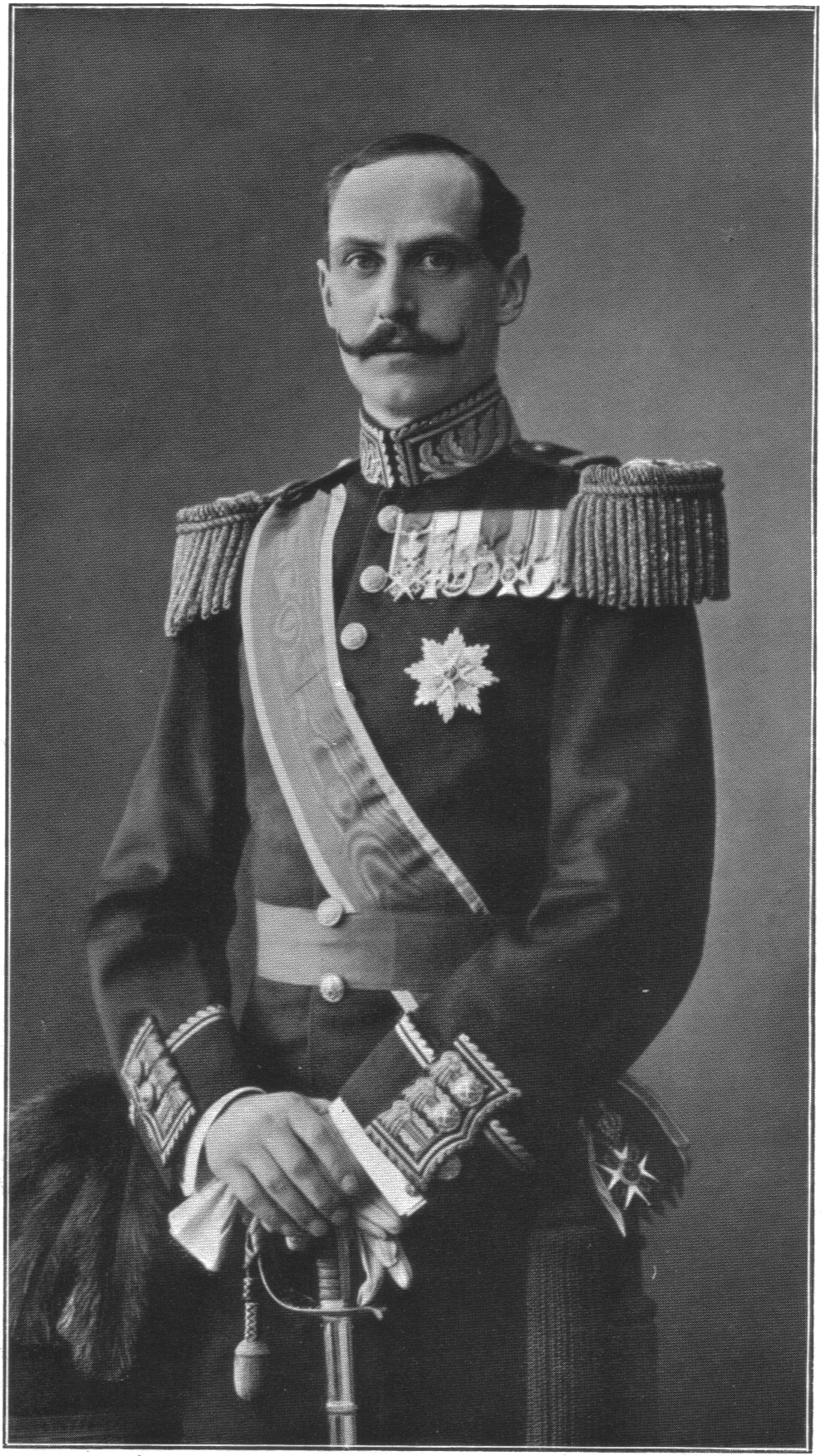
Le roi Haakon VII porte l'insigne de grand-croix de l'ordre de Saint-Olaf, ainsi que d'autres ordres et distinctions.

L'article 23 de la Loi fondamentale stipule que « le roi peut décerner des ordres à qui il veut, en récompense de mérite distingué, et cela doit être rendu public. Mais le roi ne peut conférer d'autre rang ou titre que celui qui correspond à une fonction. L'arrêté ne dispense personne des devoirs et charges communes des citoyens, et ne confère aucun droit préférentiel aux charges de l'État. »
Le roi est le grand maître de l'ordre de Saint-Olaf. Un conseil de l'Ordre prépare des propositions sur les personnes qui devraient recevoir l'Ordre et le soumet au grand maître, le roi pour une décision finale. Les associations instituts et autres qui souhaitent qu'une personne soit décorée de l'Ordre peuvent s'adresser au bureau de l'Ordre, la « chancellerie », pour obtenir des informations sur les critères d'attribution, la documentation à produire et la probabilité que la personne soit décorée de l'Ordre.
L'attribution de l'Ordre est considérée comme une prérogative et les activités du conseil et de la chancellerie sont considérées comme celles du roi personnellement. Les procédures et les documents ne sont donc pas publics. Contrairement aux ordres d'autres pays, L'ordre norvégien de Saint-Olaf est décerné avec une justification écrite qui est rendue publique.
Pendant la Seconde Guerre mondiale, Haakon VII a nommé un conseil de l'Ordre à Londres à partir de 1941 et a poursuivi l'attribution de l'Ordre. Vidkun Quisling a commencé par des récompenses rivales à l'Ordre avec des insignes modifiés. La grand-croix dans une édition révisée a été décernée au ministre des Finances de Quisling, Frederik Prytz, juste avant sa mort en 1945. Ce prix n'a jamais été reconnu officiellement. Certains membres du NS ont été révoqués après la guerre, alors qu'ils avaient reçu l'Ordre avant le début de la guerre. C'était le cas par exemple, du professeur et explorateur polaire Adolf Hoel.
Depuis 1985, il y a eu un resserrement des prix de l'Ordre. Désormais, la médaille du mérite du roi en or ou en argent est décernée aux personnes qui auparavant, avaient vraisemblablement reçu la médaille de Saint-Olaf. À l'exception des membres de la famille royale et des chefs d'État, l'ordre de Saint-Olaf n'est plus décerné qu'aux Norvégiens. L'exception est la grand-croix, qui est décernée aux rois et chefs d'État étrangers. Depuis 1985, les étrangers se voient plutôt décerner l'ordre royal norvégien du Mérite. La classe la plus basse de l'ordre de Saint-Olaf, le chevalier, n'est plus attribuée et les nominations sont désormais généralement faites à des chevaliers de 1re classe au minimum.
Depuis 2004, une nouvelle pratique a été introduite pour l'attribution de l'ordre de Saint-Olaf aux membres du gouvernement. Dans l'après guerre, il n'était pas courant que les membres du gouvernement reçoivent l'Ordre, en partie parce que le mouvement travailliste s'opposait aux ordres royaux et que les membres du parti socialiste avaient l'habitude de refuser de recevoir des ordres. La Citizen's Medal, décernée par le gouvernement, a servi en partie de moyen alternatif d'honorer les membres du parti travailliste dans la période après guerre.
Sous le second règne de Kjell Magne Bondevik, la pratique a changé. Le Premier ministre et le ministère des Affaires étrangères devaient ensuite recevoir l'Ordre après un an de service, et les autres conseillers après quatre ans. Il a également été décidé que le grand président devrait normalement recevoir l'ordre de Saint-Olaf lorsqu'il démissionne du Parlement. Ce nouveau cours a été pratiqué pour la première fois par le Premier ministre Kjell Magne Bondevik qui avait été décoré de la grand-croix, tandis que le ministre des Affaires étrangères Jan Petersen a été décoré commandeur avec étoile. Les premiers ministres Odd Einar Dørum, Valgerd Svarstad Haugland, Dagfinn Høybråten,Hilde Frafjord Johnson et Lars Sponheim sont nommées Commandeur (sans étoile). Le gouvernement qui a succédé au Premier ministre Jens Stoltenberg a annoncé en 2005 que ses membres ne suivraient pas ces nouvelles directives pour l'attribution de l'ordre de Saint-Olaf aux membres du gouvernement. L'un des membres du gouvernement actuel, Tora Aasland, était déjà Commandeur de l'Ordre avant de devenir membre du conseil d'État le 18 octobre 2007. Elle a reçu l'Ordre en tant que conseillère du comté de comté de Rogaland.
La chancellerie se renseignera à l'avance pour savoir si un bénéficiaire potentiel de l'Ordre sera disposé à accepter l'Ordre et ne nommera pas ceux qui ne veulent pas l'Ordre.

## Insigne de l'Ordre
Les médailles doivent être portées lors d'occasion festives. Le signe habituel de Saint-Olaf, souvent appelé à tort "médaille", est une croix de Malte en or émaillé blanc avec un globe rouge au centre, à l'avant et à l'arrière, entouré d'un anneau bleu-blanc-bleu. Sur le devant, le globe porte le lion des armoiries en or, sur le dos, la devise du roi Oscar Ier « Droit et vérité ». Entre les quatre bras de la croix se trouvent un "O" gothique couronné en or. La croix de chevalier et celle de commandeur, légèrement plus grande, sont suspendues sous une couronne royale en or, elle-même suspendue à un ruban de soie rouge bordé de blanc et de bleu.
Les femmes portent ces médailles sur un manteau de soie des mêmes couleurs. Un commandeur étoilé porte en plus une étoile en argent en forme de croix de Malte sur la poitrine. La croix en argent des grand-croix est accrochée à un ruban de soie plus large et est portée au niveau de l'épaule droite en diagonale de la poitrine, celle-ci est en argent à huit branches.
Lorsque l'ordre de Saint-Olaf est conféré à des militaires, le signe de l'Ordre est complété par deux épées croisées entre la croix et la couronne.

Le degré grand-croix avec collier est depuis, réservé à la royauté et aux chefs d'État. Le signe particulier de l'Ordre est la croix en émail couronné suspendue à un collier doré. Les armoiries et les monogrammes "O", émaillés et ornés de couronnes, sont fixés en alternance autour de la jupe, reliés par des « olavskors » dorés auxquels sont fixés des deux axes. Ce symbole est aujourd'hui le blason de l'Église norvégienne.

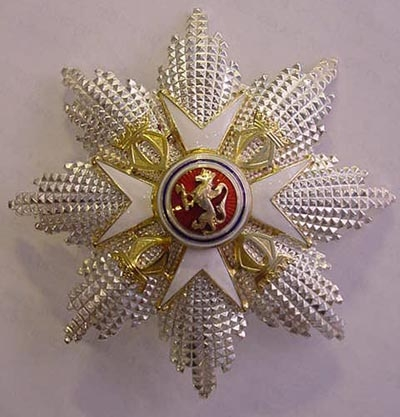
L'étoile de l'ordre de Saint-Olaf
Collier de l'ordre de Saint-Olaf depuis 1906
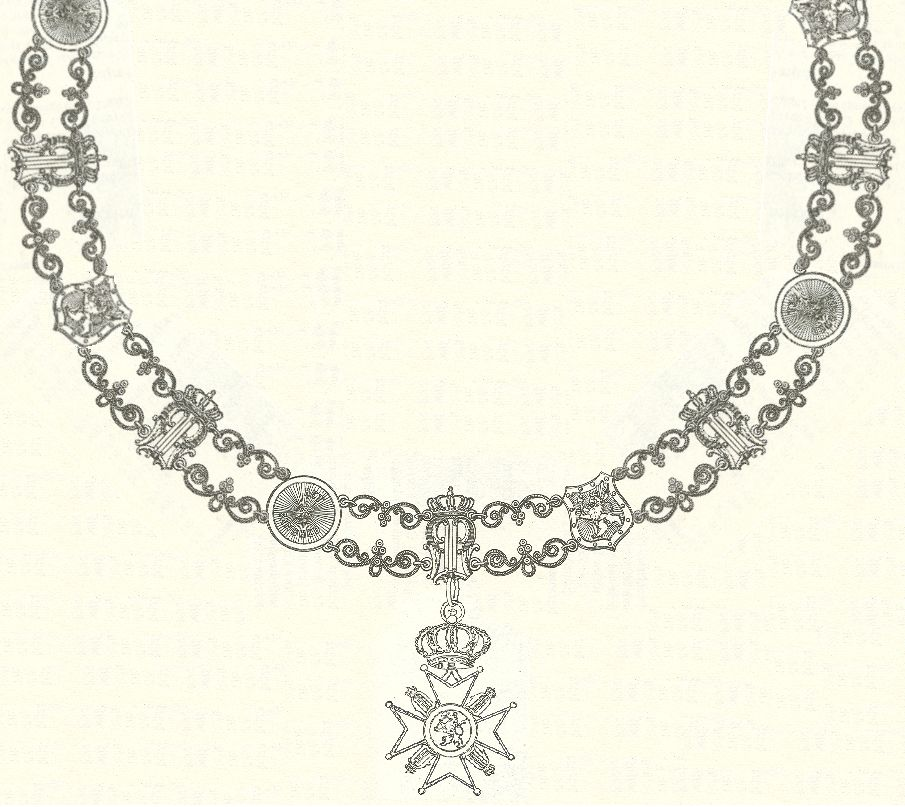
Collier de l'ordre en 1893
Collier de l'ordre en 1847

## Admissibilité et nomination
Le roi procède aux nominations sur recommandation d'une commission de six membres, dont aucun ne peut-être membre du gouvernement, composée d'un chancelier, d'un vice-chancelier du lord-chambellan (agissant en qualité de trésorier) et de trois représentants. Le lord-chambellan nomme les membres de la commission et le monarque les approuve. Les nominations à l'ordre sont adressées à la commission par l'intermédiaire du gouverneur de Fylke.
Les princes et princesses ayant droit de succession au trône sont nommés au plus haut degré à l'âge de la majorité.

## Classement
L'ordre de Saint-Olaf est la plus haute distinction civile actuellement décernée par la Norvège et ne se classe qu'après la croix de guerre militaire parmi toutes les décorations norvégiennes encore décernées dans le classement général.
Dans l'ordre de préséance utilisé à la cour royale de Norvège, les porteurs de l'ordre royal de Saint-Olaf avec collier sont classés 15e dans l'ordre de préséance, directement après les maîtresses des robes et des généraux et directement avant les récipiendaires de la croix de guerre. Les porteurs de la grand-croix sont classés 16e.

## Chancelier de l'Ordre
Aux côtés du grand maître, l'Ordre dispose depuis sa fondation d'un chancelier, chargé de l'administration de l'Ordre. Si le chancelier à d'abord été impliqué dans la plupart des aspects de l'administration, la situation à évolué de sorte que le chancelier est désormais à la tête du conseil de l'Ordre, qui examine les propositions d'attribution. Jusqu'à la dissolution de l'Union, le chancelier de l'Ordre était le Premier ministre norvégien à Stockholm. Après la dissolution de l'Union et jusqu'en 1914, date à laquelle un conseil de l'Ordre distinct a été créé, le Premier ministre d'Oslo était le chancelier de l'Ordre. Lors de la création du conseil, la fonction de chancelier a été séparée de celle du Premier ministre et il a été décidé que les conseillers ne pouvaient pas être membres du conseil. Le chancelier de l'Ordre avait un mandat limité. Initialement fixé à deux ans, ce délai a été porté à six ans.

## Statistique
Décorations de l'ordre de Saint-Olaf par degré/classe et par année selon les rapports annuels et les annonces de la cour royale, ainsi que la couverture médiatique des récompenses (emblèmes non inclus) :
| Diplôme, classe         | 2005 | 2006 | 2007 | 2008 | 2009 | 2010 | 2011 | 2012 | 2013 | 2014 | 2015 |
| ----------------------- | ---- | ---- | ---- | ---- | ---- | ---- | ---- | ---- | ---- | ---- | ---- |
| Grand-croix             | 4    | 1    | 2    | 1    | 0    | 1    | 4    | 2    | 2    | 2    | 3    |
| Commandeur avec étoile  | 6    | 2    | 0    | 2    | 0    | 1    | 0    | 0    | 1    | 1    | 0    |
| Commandeur              | 23   | 13   | 12   | 8    | 7    | 3    | 6    | 4    | 7    | 4    | 2    |
| Chevalier de 1re classe | 24   | 24   | 35   | 27   | 22   | 23   | 22   | 21   | 14   | 21   | 24   |
| Chevalier               | 0    | 0    | 0    | 0    | 0    | 0    | 0    | 0    | 0    | 0    | 0    |
| Total                   | 57   | 40   | 49   | 38   | 29   | 28   | 32   | 27   | 24   | 28   | 29   |

La proportion de femmes dans les attributions de l'ordre de Saint-Olaf aux citoyens norvégiennes a été d'environ 21% ces dernières années, mais sur une plus longue période, la proportion de femmes a considérablement varié. La forte proportion de femmes en 2004 et 2005 est due en grande partie à la nomination des membres du Conseil d'État dans le gouvernement Bondevik, une pratique qui a été critiquée en soi. Quatre conseillères ont été décorées de l'ordre de Saint-Olaf en 2004, et trois conseillères récemment retraitées en 2005. La proportion de femmes dans les nominations depuis 2002 est la suivante : 
| 2002 | 2003 | 2004 | 2005 | 2006 | 2007 | 2008 | 2009 | 2010 |
| ---- | ---- | ---- | ---- | ---- | ---- | ---- | ---- | ---- |
| 14   | 12,5 | 39   | 23,5 | 12   | 21   | 21   | 20,5 | 15   |

## Grades et classes

Ordre de Saint-Olaf
Chevalier
Chevalier de 1re classe
Commandeur
Commandeur avec étoile
Grand-croix

## Titulaires
- Léopold II de Belgique (1835-1909), grand-croix
- Philippe de Belgique (1837-1905), grand-croix
- André Malraux (1901-1976), grand-croix
- Mohammad Reza Shah Pahlavi (1919-1980), grand-croix avec collier
- Philippe de Belgique (1960-), grand-croix
- Charles de Gaulle
- Georges Pompidou (1962), grand-croix
- Alexandra Kollontaï
- Jean Doulcet (1865-1928), grand-croix
- Général Renson d'Allois d'Herculais (1818-1884), commandeur[6]
- Louis-Émile Bertin (1840-1924), commandeur
- Le groupe norvégien de pop A-ha : Morten harket, Magne Furuholmen, Pal Waaktaar-Savoy[réf. nécessaire]
- Harley Refsal médaille Saint-Olaf
- Jon Fosse, commandeur
- Charles Rabot (1856-1944), commandeur
- Karsten Isachsen (en) (1944-2016), chevalier 1re classe
- Pierre Messmer
- Edvard Munch
- Aase Texmon Rygh
- Chrix Dahl, chevalier 1re classe
- Signy Arctander, chevalier 1re classe
- Raphaël Petit, chevalier 1re classe. Haut-fonctionnaire français originaire de Martinique, directeur de l'inspection générale des services de police (IGS) de 1973 à 1979[7].

## Ouvrages
- (no) Eurooppalaiset kunniamerkit värikuvina, Porvoo, WSOY, 1968 (OCLC 466954328)
- (no) Gunn Marit Seberg,, Frøland utnevnt til ridder av St. Olavs Orden, vol. 133, Tidsskrift for Den norske legeforening (no 3), 2013 (ISSN 0029-2001, lire en ligne), p. 267
- (no) Delphin Amundsen, Den Kongelige norske Sankt Olavs orden 1847–1947, utgitt av ordenskanselliet ved O, 1947
- (no) Sven Gj. Gjeruldsen, Egil Vindorum, Guidelines for Orders and Medals, Oslo, The Royal Court, 2005
- (no) John Monn, Norges ordener 1847-2000, Norsk våpenhistorisk selskap, Knut Erik Strøm, 2000, p. 119-132
- (no) Carsten Svarstad, St. Olavs Orden 1847, t. 6-7, Nordisk Numismatisk Unions Medlemsblad, 21 aout 1947, p. 109-113
- (no) Rolf Normann Torgersen, Ordener, Oslo, Nye Atheneum, 1987
- (no) Lars Tangeraas, De norske ridderordeners symboler, vol. 7, t. 63, Heraldisk tidsskrift, 1991, p. 105-112